# Chieveley
Chieveley – wieś w Anglii, w hrabstwie ceremonialnym Berkshire, w dystrykcie (unitary authority) West Berkshire. Leży 25 km na zachód od centrum miasta Reading i 83 km na zachód od centrum Londynu. W 2001 miejscowość liczyła 1481 mieszkańców.